# قزانفر خاليقوف
قزانفر خاليقوف (بالأذرية: Qəzənfər Xalıqov) - أحد الممثلين المحترفين الأوائل للفن الأذربيجاني، فنان الشعب في جمهورية أذربيجان الاشتراكية السوفيتية.(1973)

## سيرته الذاتية
ولد قزانفر خاليقوف في 16 ديسمبر 1898 في قرية غوبو بالقرب من باكو. تخرج من المدرسة العليا للفنون في أذربيجان إسمه عزيم عزيمزاده في عام 1928.
عمل قزانفر خاليقوف كرسام الكاريكاتير في مجلاتين «مولا نصر الدين» بين 1929-1939 و«كيربي» وبين 1953-1958.
في عام 1934، رسم «دفن فردوسين» لمعرض الذكرى السنوية المخصصة للذكرى السنوية 1000 أبو قاسم الفردوسي.
رسم خاليقوف لوحة نظامي الكنجوي بالذكرى السانوية ال800 لنيزامي غونزيفي وأصبح أول فنان يرسم لوحة لشاعر.

توفي قزانفر خاليقوف في 1 مارس عام 1981 في باكو.